# Vlag van Kortessem
De vlag van Kortessem werd door de gemeenteraad op 30 juli 1987 officieel vastgesteld als de gemeentelijke vlag van de Belgisch Limburgse gemeente Kortessem. Op 17 november 1987 werd hij door het Bestuur van Vlaanderen bevestigd en uiteindelijk gepubliceerd op 16 september 1988 in het officiële Belgisch Staatsblad.
Officieel wordt de vlag beschreven als:
Gevierendeeld van geel en van rood
De vlag is gebaseerd op het middeleeuwse wapen van de Ridders van Kortessem.
Op 1 januari 2025 is Kortessem opgegaan in de gemeente Hasselt. De vlag is daardoor als gemeentevlag komen te vervallen.

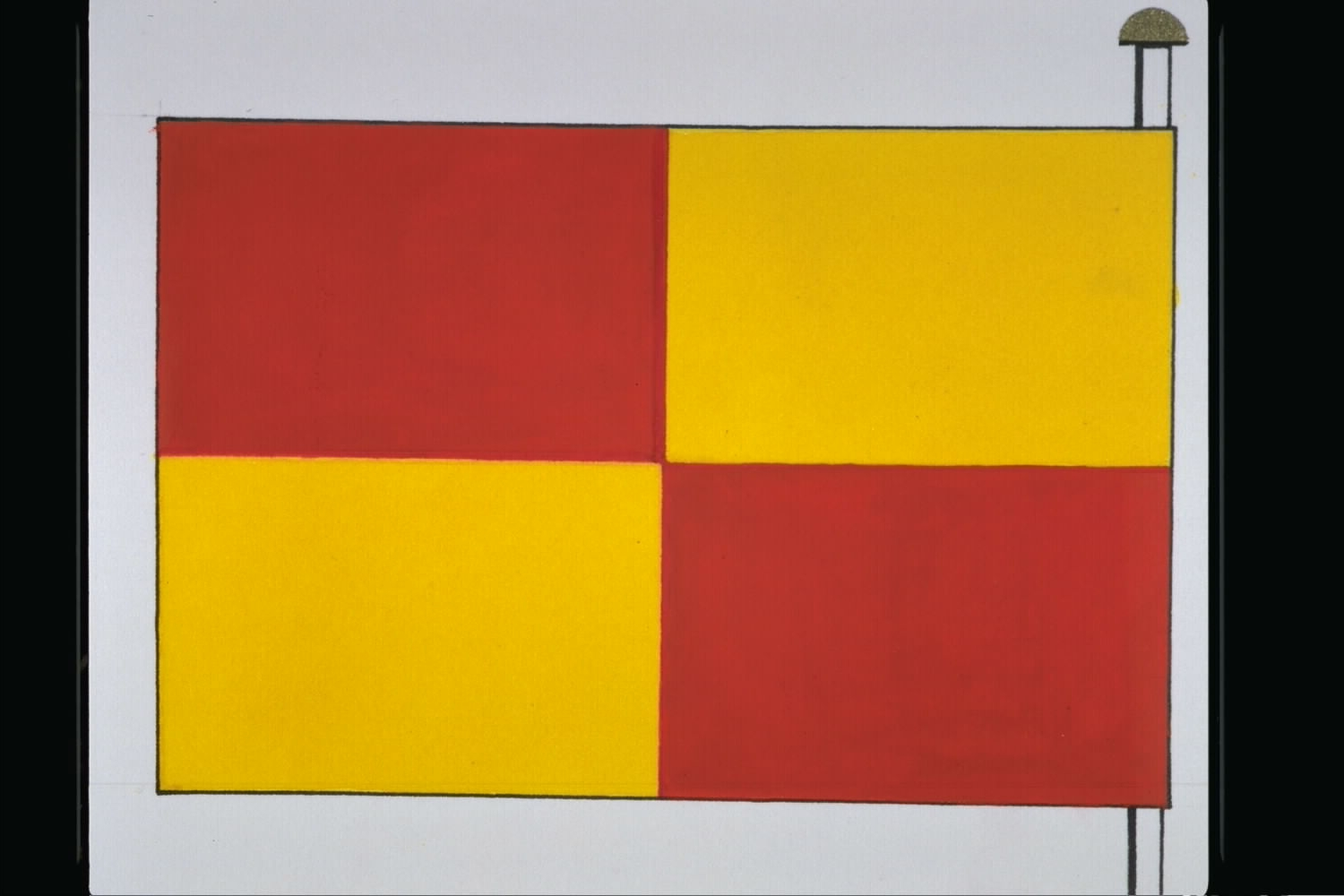
Officiële tekening van de vlag